# Большие противолодочные корабли проекта 1155
Большие противолодочные корабли (фрегаты) проекта 1155(М) «Фрегат» — код НАТО Udaloy — серия советских больших противолодочных кораблей (БПК) и российских многоцелевых фрегатов 1-го ранга с управляемым ракетным вооружением дальней морской и океанской зоны, по классификации НАТО — эскадренных миноносцев (эсминцев) ПЛО.
Были приняты в 1980-м году на вооружение Военно-Морского Флота СССР, в настоящее время в количестве 7 единиц состоят на вооружении ВМФ Российской Федерации. Ещё 2 корабля, «Адмирал Чабаненко» и «Адмирал Басистый», были заложены по проекту 1155.1, из них достроен только первый.

## История разработки проекта
Проект большого противолодочного корабля проекта 1155 (шифр «Фрегат») был разработан Северным проектно-конструкторским бюро под руководством Н. П. Соболева и В. П. Мишина. По первоначальному техническому заданию 1972—1973 годов корабль проектировался как развитие сторожевых кораблей проекта 1135 с устранением недостатков последнего (в числе которых были: отсутствие вертолёта и несовершенство гидроакустических средств, не способных обеспечить целеуказание ПЛУР на полную дальность стрельбы — 90 км). Изначально планировалось ограничить стандартное водоизмещение БПК 4000 тонн, но в итоге от ограничений размеров отказались по причине внесения в техническое задание требования размещения на кораблях проекта ГАК «Полином» нового поколения, имеющей бо́льшие массогабаритные характеристики, чем ГАК предыдущего типа «Титан-2» и «Титан-2Т».

## Конструкция
Корпус корабля выполнен из стали, имеет удлинённый полубак (на 2/3 длины корпуса), большой развал шпангоутов в носовой оконечности и двойное дно на всём своём протяжении. В нижней части носовой оконечности смонтирован обтекатель антенного поста и приборного оборудования ГАК (гидроакустического комплекса), имеющего «торпедообразную» форму. Длина обтекателя ГАК — около 30 м, диаметр — более 5,1 м. Подобная конструкция, вызывая днищевый слеминг и сильное заливание носовой оконечности, отрицательно сказывается на мореходности кораблей этого проекта, затрудняя при этом использование корабельного оружия.
Внутренние помещения корпуса разделяются огнеупорными переборками, в отделке помещений использованы негорючие материалы. На кораблях проекта 1155 также имеется стационарная система пенотушения.
В средней и кормовой частях корпуса кораблей проекта расположены 3 группы надстроек. При их изготовлении широкое применение нашли алюминиево-магниевые сплавы. В кормовой надстройке расположены два полуутопленных вертолётных ангара, кормовые ВПУ ЗРК «Кинжал» и 2 реактивно-бомбовых установки РБУ-6000.

## Энергетическая установка
Главная энергетическая установка, полностью идентичная ГЭУ, установленной на сторожевых кораблях проекта 1135 «Буревестник», состоит из 2 ГТА (газо-турбинных агрегатов) М9, каждый из которых устроен так, что работает только на свою линию вала. Каждый агрегат включает в себя маршевый двигатель ГТД Д090 мощностью 9000 л. с. и форсажный ГТД ДТ59 мощностью 22 500 л. с. Предусмотрен аварийный пост управления форсажными ГТА; при нормальном функционировании всех систем корабля управление главными механизмами осуществляется с помощью пневмоэлектрической системы. Газовывод от ГТА осуществлён от каждого эшелона в 2 дымовые трубы: это позволяет, при необходимости, произвести агрегатную замену ГТД.
Электроэнергетическая система состоит из 4 (по 2 в носовом и кормовом машинных отделениях) газотурбогенераторов ГТГ-1250-2 по 1250 кВт, из которых по одному ГТГ в каждом из машинных отделений корабля имеют теплоутилизационные котлы, работающие на теплоотдаче уходящих газов ГТГ, которые дополняют паропроизводительность паровых котлов и обеспечивают паром общесудовые потребители.

## Служба
На конец 2021 года в составе ВМФ Российской Федерации находится 7 кораблей этого типа (5 БПК и 2 Фрегата), в том числе:
- 3 Северный флот — БПК «Адмирал Левченко», БПК «Североморск», БПК «Вице-адмирал Кулаков».
- 4 Тихоокеанский флот — Фрегат «Адмирал Виноградов» (в ремонте), Фрегат «Маршал Шапошников», БПК «Адмирал Пантелеев», БПК «Адмирал Трибуц».

## Оценка проекта
После вступления в строй первых кораблей проекта 1155 и накопления опыта их эксплуатации на одном из совещаний у Главкома ВМФ Сергея Горшкова в 1983 году был поставлен вопрос о недостатках проекта 1155. Таковыми считались отсутствие на корабле противкорабельных ракет, слабое зенитное и артиллерийское вооружение.
По результатам рассмотрения Главком ВМФ Сергей Горшков принял решение о разработке модификации корабля с усиленным артиллерийским и управляемым ракетным оружием. Главным конструктором нового проекта 1155.1 стал В. П. Мишин, заместителями были назначены его помощники по проекту 1155, позже заместителем был назначен И. М. Шрамко, главным наблюдающим — Н. А. Андреев.
При сохранении практически всех кораблестроительных элементов в новом проекте противолодочный ракетный комплекс «Раструб-Б» был заменён на противокорабельный «Москит», 533 мм торпедные аппараты — на универсальный противолодочный комплекс «Водопад», а две 100 мм артиллерийских установки АК-100 на одну 130 мм АК-130, реактивные бомбомётные установки РБУ-6000 — на ракетный комплекс противоторпедной защиты «Удав-1», 30 мм автоматы АК-630М — на ЗРАК «Кортик», а ГАК «Полином» — на ГАК «Звезда-2».
Для повышения мореходности, улучшения условий использования вооружения и комфортности экипажа на БПК проекта 1155.1 впервые установили успокоитель качки с неубирающимися рулями. По сравнению с ранее применявшимися успокоителями с выдвижными рулями, новый успокоитель стал занимать значительно меньшие объёмы, и был изготовлен в виде единого агрегата.
Сравнительная оценка по совокупности решаемых противолодочных, противоторпедных, ПРО-ПВО и противокорабельных задач БПК проекта 1155.1 и корабля проекта 1155 показывает, что БПК проекта 1155.1 превосходят своих предшественников в 1,3 — 1,4 раза и, по существу, являются прототипом для перспективных многоцелевых кораблей охранения. Заложенные в проекте инженерные решения и высокий модернизационный потенциал могут быть базовыми для создания новых (в том числе экспортных) вариантов, максимально учитывающих требования заказчика. В составе ВМФ России находится только один корабль этого проекта — «Адмирал Чабаненко».
В 2021 году встал в строй модернизированный БПК проекта 1155, который переклассифицирован во фрегат проекта 1155М «Маршал Шапошников» с мощным ударным вооружением, как у современных эсминцев.

## Представители проекта
| Наименование           | б/н      | Верфь                      | Зав. № | Заложен    | Спущен     | В строю    | Флот | Состояние                | Прим. |
| ---------------------- | -------- | -------------------------- | ------ | ---------- | ---------- | ---------- | ---- | ------------------------ | --- |
| «Удалой»               | 637      | Прибалтийский ССЗ «Янтарь» | 111    | 23.07.1977 | 05.02.1980 | 31.12.1980 | СФ   | Списан 1996              | Утилизирован |
| «Вице-адмирал Кулаков» | 626      | ССЗ им. А. А. Жданова      | 731    | 04.11.1977 | 16.05.1980 | 29.12.1981 | СФ   | В строю                  | |
| «Маршал Василевский»   | 687      | ССЗ им. А. А. Жданова      | 732    | 22.04.1979 | 29.12.1981 | 12.12.1983 | СФ   | Списан 2006              | Утилизирован |
| «Адмирал Трибуц»       | 564      | ССЗ им. А. А. Жданова      | 733    | 19.04.1980 | 26.03.1983 | 30.12.1985 | ТОФ  | В строю                  | |
| «Адмирал Захаров»      | 513      | Прибалтийский ССЗ «Янтарь» | 112    | 16.10.1981 | 04.11.1982 | 30.12.1983 | ТОФ  | Списан 2002              | Утилизирован |
| «Адмирал Левченко»     | 605      | ССЗ им. А. А. Жданова      | 734    | 27.01.1982 | 21.02.1985 | 30.09.1988 | СФ   | В строю                  | Заложен как «Хабаровск»                                                                                            |
| «Адмирал Спиридонов»   | 555      | Прибалтийский ССЗ «Янтарь» | 113    | 11.04.1982 | 28.04.1984 | 30.12.1984 | ТОФ  | Списан 1997              | Утилизирован |
| «Маршал Шапошников»    | 543      | Прибалтийский ССЗ «Янтарь» | 114    | 25.05.1983 | 27.12.1984 | 30.12.1985 | ТОФ  | В строю                  | В 2021 году модернизирован и переклассифицирован во фрегат. Получил 16 ракет «Калибр», «Оникс» и 8 ПУ ПКР «Уран».  |
| «Североморск»          | 619      | Прибалтийский ССЗ «Янтарь» | 115    | 12.06.1984 | 24.12.1985 | 30.12.1987 | СФ   | В строю                  | До 27.12.1995 — «Симферополь»                                                                                      |
| «Адмирал Виноградов»   | 572(554) | Прибалтийский ССЗ «Янтарь» | 116    | 05.02.1986 | 04.06.1987 | 30.12.1988 | ТОФ  | В ремонте и модернизации | С 2021 по 2025 год встал на ремонт и модернизацию под РК «Калибр», «Оникс», «Уран», переклассифицирован во фрегат. |
| «Адмирал Харламов»     | 678      | Прибалтийский ССЗ «Янтарь» | 117    | 07.08.1986 | 29.06.1988 | 30.12.1989 | СФ   | Списан 2020              | Выведен из состава флота, готовится к утилизации                                                                   |
| «Адмирал Пантелеев»    | 548      | Прибалтийский ССЗ «Янтарь» | 118    | 24.05.1987 | 07.02.1990 | 01.05.1992 | ТОФ  | В строю                  | |

Цвета таблицы:

Белый — не достроен или утилизирован неспущенным на воду

 Зелёный  — действующий в составе ВМФ России

 Синий — находится в ремонте или на модернизации

 Серый — выведен за штат, находится на консервации, хранении или отстое

 Красный  — списан, утилизирован или потерян

## Галерея
- «Вице-адмирал Кулаков»
- «Адмирал Харламов»
- «Адмирал Левченко»
- «Адмирал Трибуц»
- «Адмирал Виноградов»
- «Маршал Шапошников»
- «Адмирал Пантелеев»
- «Североморск»

## Модернизация БПК «Маршал Шапошников»
С 11.02.2016 г. БПК «Маршал Шапошников» находится на модернизации в ОАО «Центр судоремонта Дальзавод» (Владивосток). Согласно опубликованному плану закупок «Дальзавода» на 2017 год, для модернизации корабля проекта 1155 закуплено:
- поз. 601-ЕП: УВПУ 3С-14-1155, 2 шт., поставщик — АО «КБСМ», г. Санкт-Петербург (пусковые установки комплекса «Калибр»);
- поз. 570-ЕП: Изделие 3Р-14Н-1155, 1 шт., поставщик — АО "Концерн «Моринсис-Агат», г. Москва (система управления стрельбой комплекса «Калибр»);
- поз. 432-ЗЦ: АПК ИПЭ-1155 (аппаратно-программный комплекс информационной поддержки эксплуатации);
- поз. 431-ЗЦ: СИП БЖ 1155—114 (система информационной поддержки борьбы за живучесть);
- поз. 596-ЕП: КАСУ 3Р-60У, поставщик — АО "Концерн «Гранит-Электрон», г. Санкт-Петербург (аппаратура системы управления ПКРК «Уран»);
- поз. 576-ЕП: Изделие «Пурга-115», поставщик — АО "Концерн «Гранит-Электрон», г. Санкт-Петербург (система управления торпедной и бомбовой стрельбой противолодочного оружия).

Также планируются работы:
- поз. 147-ЗЦ, 395-ЕП: Восстановление стеклопластиковой части обтекателя ГАК МГК-355 (ГАК «Полином»);
- поз. 418-ЗЦ: Средний ремонт газотурбинных двигателей ДО63 (маршевые двигатели);
- поз. 417-ЗЦ: Средний ремонт газотурбинных двигателей ДТ59 (форсажные двигатели);

Таким образом, в результате модернизации на корабле планируется установить 8 ПКР «Уран» и комплекс «Калибр» с УВП на 16 ячеек.
10 июля 2020 года «Маршал Шапошников» вышел в Японское море для проведения заводских ходовых испытаний. На корабле проведён ремонт донно-забортной арматуры и корпусных конструкций, смонтировано новое оборудование. Демонтированы и вновь изготовлены более 20 % надстройки корабля. Частично заменены магистральные кабельные трассы. Установлены комплексы ударного ракетного оружия «Калибр-НК» и «Уран», смонтирована новая артиллерийская установка. После проверки в море работы главной энергетической установки корабль вернётся к причалу «Дальзавода». Возврат корабля в состав флота изначально планировался на конец 2020 года, однако по факту произошёл лишь в конце апреля 2021 года.
В результате модернизации установлены:
- Вместо носовой 100-мм артиллерийской установки АК-100 — новая 100-мм АУ А-190-01 в стелс-исполнении.
- Вместо второй башни АК-100 — два модуля УВП 3С14 комплекса «Калибр-НК» по 8 ячеек каждый (всего 16 ячеек). УВП позволяет применять ПКР 3М54, крылатые ракеты средней дальности 3М14, ПКР «Оникс», ПКР 3К22 «Циркон» и ПЛУР 91РТ.
- Вместо двух пусковых установок противолодочных ракет «Раструб» — две ПУ 3С24 комплекса «Уран» по 4 контейнера для ПКР каждая.
- На топе фок-мачты, где у БПК проекта 1155 расположена РЛС обнаружения низколетящих целей МР-350 «Подкат» (на «Маршале Шапошникове» отсутствовала) — РЛС общего обнаружения 5П-30Н2 «Фрегат-Н2».
- СУО корабельной артиллерии МР-123-02/3 «Багира»;
- Комплекс РЭБ ТК-25-2;
- Комплекс связи Р-779-28.